# カシャッサ

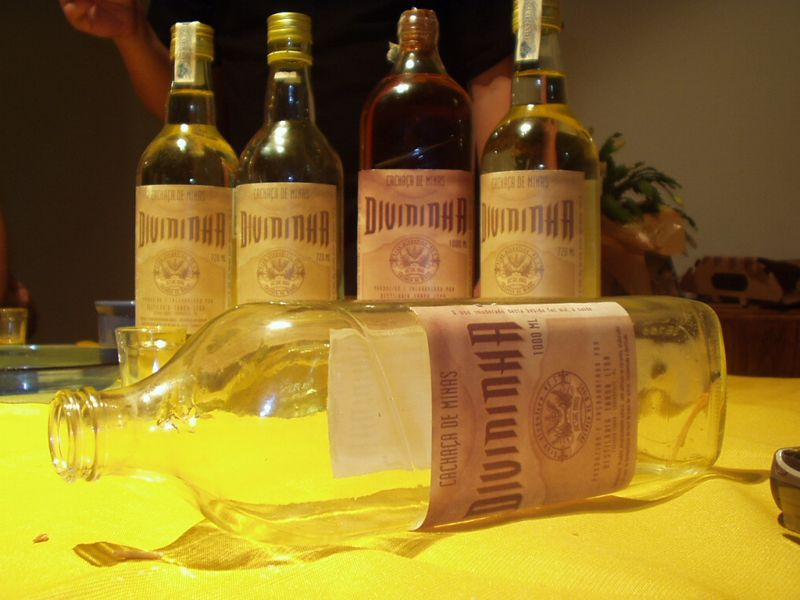
カシャッサ酒

カシャッサ（Cachaça, ポルトガル語発音: [kaˈʃasɐ], カシャーサとも）は、サトウキビを原料として作られる、ブラジル原産の蒸留酒である。ピンガ（pinga）、カニーニャ（caninha）などとも呼ばれる。ブラジルには約1万5,000の蒸留所と約4,000のブランドがある。

## 歴史
1532年にポルトガル探検隊の隊長 マルチン・アフォンゾ・デ・ソウザにより大規模な入植地が形成された。この時にポルトガル領であった北大西洋のマデイラ諸島からサトウキビの苗がブラジルに持ち込まれ、サンパウロ州サントス港近辺のサンヴィセンチで最初のサトウキビ畑をプランテーション化して、砂糖を精製するようになった。
1536年、ポルトガル移植者がブラジルに蒸留機を輸入し、プランテーション化していたサトウキビを原料に蒸留酒を造るようになった。
なお、これとは別に偶然による産物でカシャッサが生まれたとする説もある。砂糖はサトウキビの絞り汁を煮立たせて発酵させるが、当初、その際に上ってくる泡をすくい上げて捨てていた。しかし泡は一晩経つと翌日には液状化する。働かされていた黒人奴隷たちは、偶然それを飲んでみると、発酵産物のアルコールで気分が良くなる、つまり酔うことに気付いた、というものである。
いずれの説にしても、黒人奴隷たちの不満や与える食事を減らす効果があったため、ポルトガル人たちも黒人奴隷が飲むことに目こぼしし、やがて自分達も飲むようになった。
1622年、ノルデスチ（ブラジル北東部）にオランダが入植を図ったが、この際にオランダ製の蒸留酒製造機が持ち込まれ、カシャッサの質・量ともに飛躍的に向上した。
1789年、チラデンチス（Tiradentes、本名：ジョアキン・ジョゼ・ダ・シルヴァ・シャヴィエル）という若い騎兵隊の将校で歯科医の男をリーダーに、ポルトガルに対して独立運動が起こった。カシャッサへの重税に対する反発も一因であった。この時、彼らは「独立の乾杯はポルトガルワインでなく我々のカシャッサだ」というスローガンを掲げた。独立運動は失敗に終わり、チラデンチスは処刑されたものの、このスローガンが民衆の心を掴み、1822年のブラジル独立後、カシャッサは独立のシンボルとして、また一般大衆に浸透されて愛飲されるようになっていった。
近代になると、有名なメーカーによる大衆的なブランドが大量生産され、販売されるようになった。しかし近年では、こうした量産品ではなく職人が造る芸術的な域にまで達したカシャッサが注目され好んで飲む人が増えている。きっかけはミナス州サリナスで故アニジオ・サンチアゴとその一家が製造した、Havana（ハヴァナ）というブランドである。ハヴァナとは彼らのファゼンダ（農場）の名前で、1943年に蒸留酒所を創業した。ブラジル政府は海外からの来賓にこのHavanaを起用したことで有名になった。
しかし、キューバ・ロンのハバナ・クラブがブラジルに入ってきた際に、登録商標問題が起こり、その結果Havanaを自身の名であるAnísio SANTIAGO（アニジオ・サンチアゴ）に変えざるを得なくなった。これにより市場からHavanaブランドが稀少化しプレミアムな価格がつくようになった。これによりHavanaの名称は一気に知られることになり、こうした職人の作る希少価値のあるカシャッサが注目されることになった。またこれにより、カシャッサの高級化が図られ、欧州などへの輸出も拡大されている。

## 名称
上記の通り、カシャッサにはいくつかの名称があるが、これは地域での呼称によるものである。カシャッサは主にリオを中心としたブラジル全土での共通語とされる。サンパウロではピンガ、そしてリオ・グランデ・ド・スルなどブラジル南部ではアグアルディエンテ・デ・カニャなどと呼ばれる。この他にもカニーニャ、シュガー・ケーン・ブランデーなどともいわれる。なおブラジルではカシャッサのブランド力を高めるために州の機関によって認められたものだけをカシャッサと呼んで、あえてピンガとは呼ばない地域もある。
Cachaça（カシャッサ）の語源は、Cachos - カッショス（複数の房）に、aca（大きい・成長した）という接尾語がついたものである。つまり本来は藤の花房やバナナ、ブドウの房のような状態のことである。ポルトガル国内でワインなどの醸造酒を製造する際、発酵工程で泡が出る。この泡は不純物が含まれており容器の底に、澱みや滓（おり・かす）が沈殿する。また当時のワイン製法は雑だったため、醜くて悪臭があり、醗酵過程で泡粒が生じる。この泡粒は原料のブドウと似ていた。ポルトガルはアペリード（ニックネーム、あだ名）がつけるのが通例で、これをブドウの花房になぞらえてカシャッサと名づけたといわれる。
これに対し、Pinga（ピンガ）は、本来は滴（しずく）や点滴のことであるが、大衆的なブランドで世界最多の生産量で知られるブランドの「51 - シンクエンタ・イ・ウン」を製造する会社名である。30年ほど前からこの51がブラジル全土で販売展開されるようになり、また日本をはじめ海外へ輸出されたことで、ピンガの名称も広く知られることになった。
またカシャッサには多くの別名がある。Água Branca（アグア・ブランカ、白い水）、Água Maluca（アグア・マルーカ、狂った水）、Brasileirinha（ブラジレイリーニャ、ブラジル娘）、Café Branco（カフェ・ブランコ、白いコーヒー）、Dona Branca（ドナ・ブランカ、白い女主人）、Veneno（ヴェネーノ、毒）など、100を超える俗名で呼ばれることもある。

## 分類
カシャッサには、有名メーカーが工場で量産する大衆的ブランドと、職人が作る量産していない地酒ならぬ地カシャーサの2つに大きく分けられる。職人が作る非量産のカシャッサは、アーティザン・カシャーサなどと呼ばれる。なお、Artesanal - アルチサナゥ、Artesão - アーティザン（正確な発音はアルチザゥン）は、ともに「芸術的な職人」を意味する言葉であるが、一般的にブラジルでは、Cachaça Artesanal - カシャッサ・アルチサナゥというのが正式な呼称である。カシャッサはアルコール度数が高いため、量産品は早く酔える安価な酒として1瓶200円程度で購入できるが、製法にこだわった高級品は1,000 - 3,000円程度する。

## 量産されている主なブランド
- イピオカ（Ypióca）
- ヴェーリョ・バヘイロ（Velho Barreiro）
- タトゥジーニョ（Tatuzinho）
- 51（シンクエンタ・イ・ウン、Cinquenta e um）

## 製法と定義
サトウキビの搾り汁を加水せず直接発酵、蒸留を行って作り、48％のアルコール度数になるまで発酵させ、その後アルコール度数が39％辺りになるまで、芳香成分と香りを残しながら調整する。ブラジルが定めるカシャーサの定義は、ブラジルで産出されたサトウキビを原料とし、その絞り汁を醗酵させたアルコール度数が38 - 54％の蒸留酒とする。また製品1リットルに対し6グラムまで加糖したものも含める。ただし、カシャッサ・アルチサナゥの主産地であるミナス・ジェライス州の法律では、独自のカシャッサ・アルチサナゥ製造工程法が取り決められており、原料として砂糖や副原料などの添加物を一切使用してはならない、と厳格に定めている。
特に北ミナス地方では、土地や気候に加え、製造技術の3つの条件を満たす、最も品質に優れたカシャッサができるという。気候は特に重要とされる。サトウキビの生産サイクルにおいては雨が大事で、前半は多くの雨を必要とし、後半は雨が少ない方がいいとされる。またさらに収穫の1か月ほど前には雨がまったく降らないことが望まれる。もしこの時期に大雨が降ると、糖度が低下し苦味ができるためである。

## ラム酒との違い
カシャッサとラム酒は共にサトウキビを原料とする蒸留酒である。
ブラジルでラムの名が知られるようになったのは1660年代半ば頃で、これに対しカシャッサの名が定着したのは1750年代半ばといわれる。ブラジルでラム酒の名が定着しなかったのは一説に西インド諸島を領土化したスペインとの交易対立であるともいわれる。
したがって、ブラジルでは「カシャッサはラム酒ではない」と明確に区別している。
ラム酒との違いを具体的に挙げると、以下の通りである。
1. ブラジルと西インド諸島の気候や気温などにより、本来持っている酵素や細菌が異なる。
2. ブラジル以外で製造されるスピリッツの多くは、200リットルのアメリカやヨーロッパの広葉樹（オーク）の樽に長く置かれるが、ブラジル原産のカシャッサは、それらよりも大きい10,000リットル程度の樽を使う。また樽はアマゾン熱帯雨林の森林樹や大西洋沿岸の森林樹を使う。
3. カシャッサは砂糖抽出精製前のサトウキビの生汁を原料とするが、ラムは主に砂糖抽出後の廃糖蜜（モラセス）が原料である。

## バチーダ
バチーダとは、ブラジルでいうカシャーサをベースで作るカクテルのこと。果物を使うことが多い。
- カイピリーニャ - ライムを乱切りにしてコップに加えて棒でつぶし、砂糖をやや多めに入れてクラッシュアイスで飲む。
- バチーダ・ジ・ココ - ココナッツフレーバーとココナッツミルクを加えて作るカクテル。
- バチーダ・ジ・ラランジャ - ラランジャ（オレンジ）で作るカクテル。
- バチーダ・ジ・モランゴ - モランゴ（イチゴ）で作るカクテル。
- バチーダ・ジ・アバカシ - アバカシ（パイナップル）で作るカクテル。
- バチーダ・ジ・ウヴァ - ウヴァ（ブドウ）で作るカクテル。
- バチーダ・ジ・マラクジャ - マラクジャ（パッション・フルーツ）で作るカクテル。
- バチーダ・ジ・アメンドイン - アメンドイン（無塩のピーナッツクリーム）で作る。比較的、男性に好まれるカクテル。